# Peugeot 5008
Peugeot 5008 este un automobil produs de compania Peugeot sub forma unui MPV compact. 5008 își împarte structura și mecanica cu Citroën C4 Grand Picasso, dar nu și Design-ul. Peugeot 5008 a fost premiat în 2010 de Whatcar cu premiul "MPV Car of the Year".

## Configurare

### Motorizari

#### Benzină
- 1.6 VTi 120 CP, Benzina, Manuală, 160 Nm
- 1.6 THP 156 CP, Benzina, Manuală, 240 Nm
- 1.6 THP 156 CP, Benzina, Automată, 240 Nm

#### Motorină
- 2.0 HDi FAP 163CP BVA6, Diesel, Automata, 340 Nm
- 2.0 HDi FAP 150CP, Diesel, Manuală, 340 Nm
- 2.0 HDi FAP 150CP, Diesel, Manuală, 340 Nm
- 2.0 HDi FAP 150CP, Diesel, Manuală, 340 Nm
- 1.6 HDi FAP 112CP, Diesel, Manuală, 270 Nm
- 1.6 HDi FAP STT 112CP Diesel, Automată, 270 Nm

## Vânzări
| An   | Vânzări |
| ---- | ------- |
| 2009 | 14,000  |
|      |         |